# Costus
Costus ist eine Pflanzengattung in der Familie der Costaceae innerhalb der Einkeimblättrigen Pflanzen (Monokotyledonen). Einige Arten der Gattung werden auch Kostwurz oder Spiralingwer oder etwas irreführend Zieringwer genannt. Zu dieser Gattung gehören etwa 100 Arten. 2006 wurden einige Arten in drei neue Gattungen ausgegliedert. Die Verbreitung ist pantropisch mit Schwerpunkten in der Neotropis und Ozeanien.

## Beschreibung

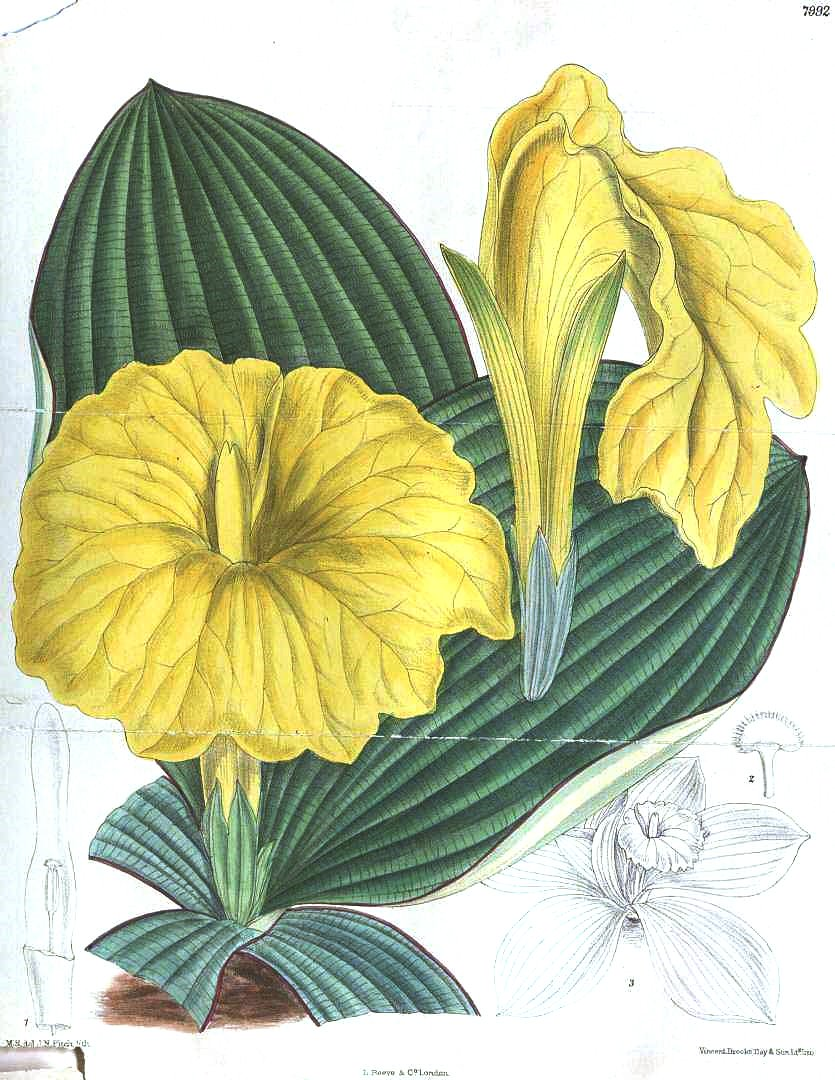
Illustration von Costus spectabilis

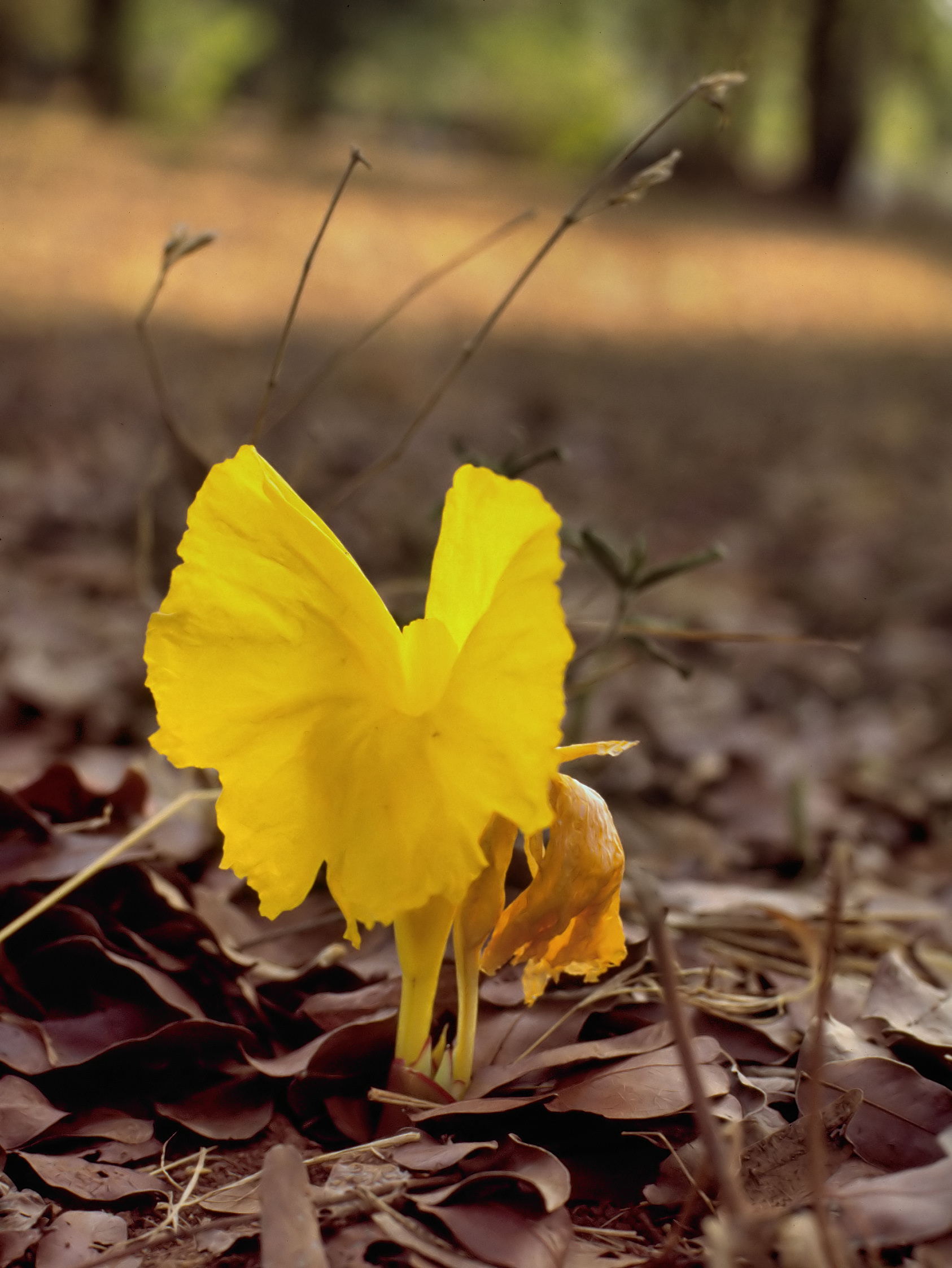
Costus spectabilis

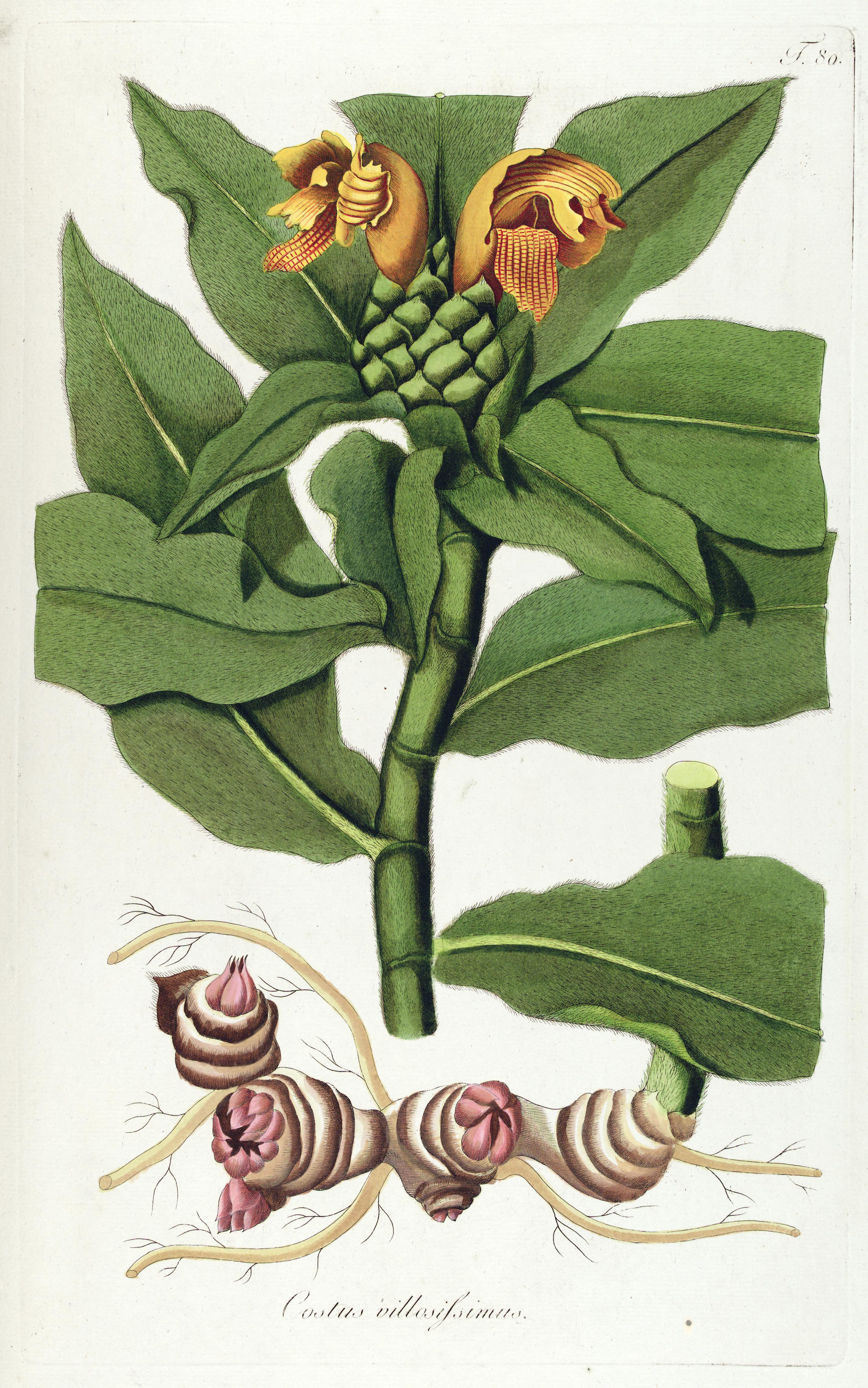
Illustration von Costus villosissimus

### Vegetative Merkmale
Costus-Arten sind ausdauernde krautige Pflanzen. Sie bilden Rhizome als Überdauerungsorgane. Sie sind nicht aromatisch im Gegensatz zu ihren Verwandten, den Ingwergewächsen (Zingiberaceae). Einige Taxa sind sukkulent. Die wechselständig und spiralig angeordneten Laubblätter sind einfach und in Blattstiel und Blattspreite gegliedert.

### Generative Merkmale
Die Blütenstände haben große, oft leuchtend gefärbte Hochblätter (Brakteen). Die zwittrigen Blüten sind dreizählig und zygomorph. Die Kelchblätter und die Kronblätter sind jeweils zu einer Röhre verwachsen. Von den ursprünglich sechs Staubblättern in jeder Blüte ist nur eines fruchtbar (fertil). Die anderen fünf Staubblätter sind zum sogenannten Labellum verwachsen. Der Fruchtknoten ist unterständig.
Die Blütenformel lautet:
{\displaystyle \downarrow \;K_{(3)}\;C_{(3)}\;A_{1}^{5St}\;G_{\overline {(3)}}}
Sie bilden dreikammerige, holzige Kapselfrüchte mit vielen Samen. Die schwarzen Samen besitzen einen Arillus (Samenmantel).

## Systematik

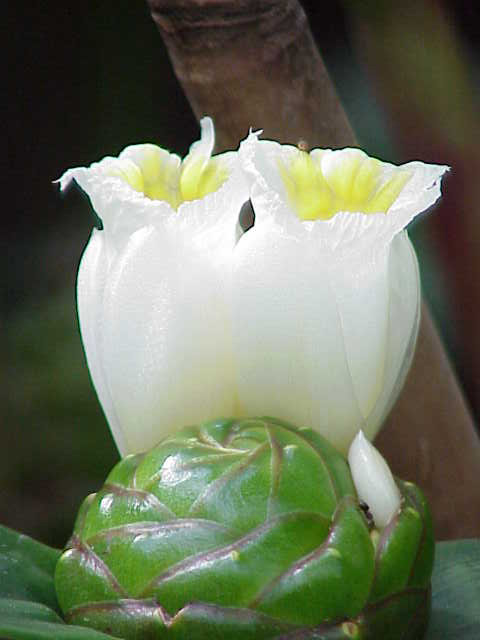
Costus afer

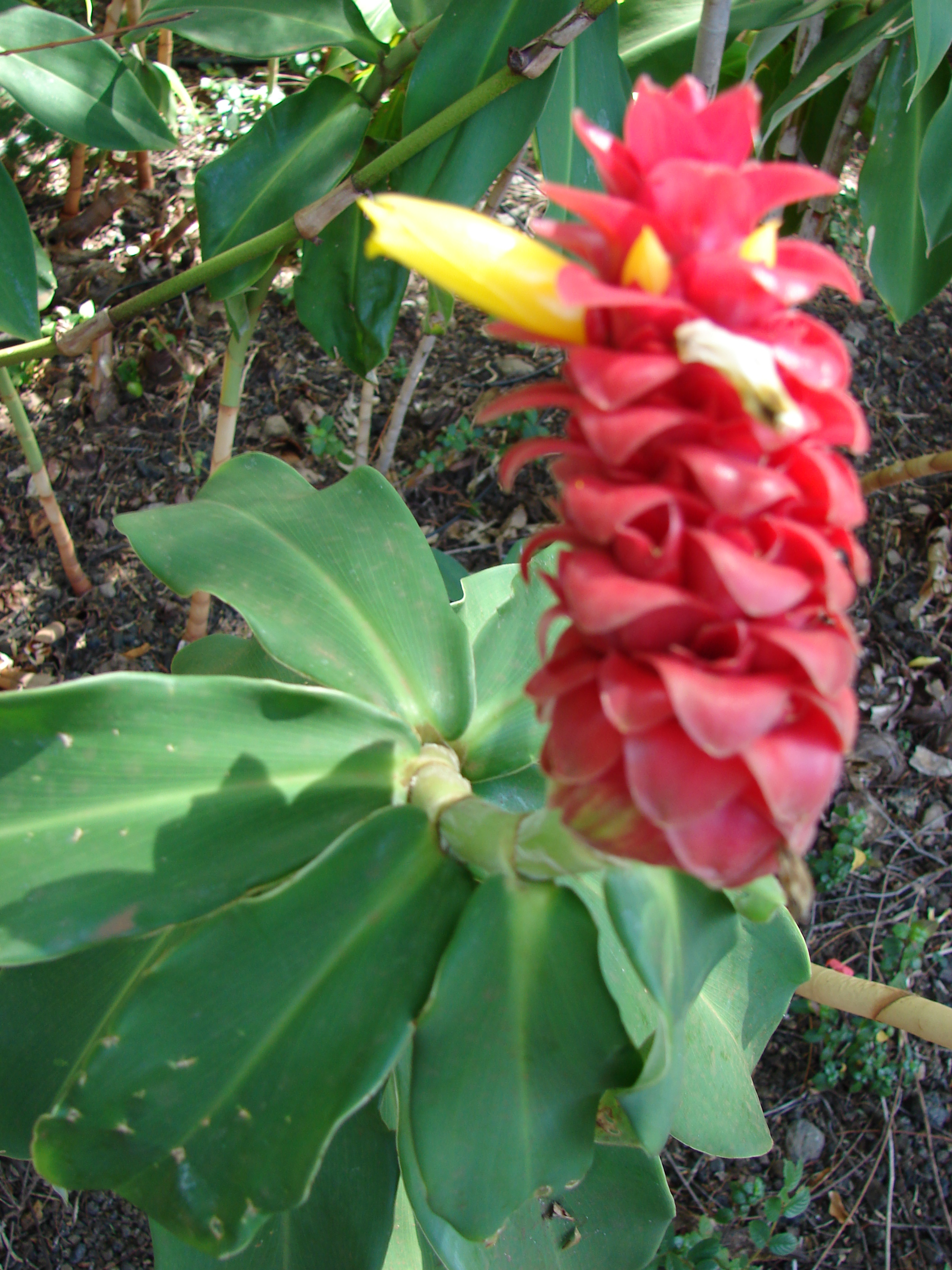
Costus comosus

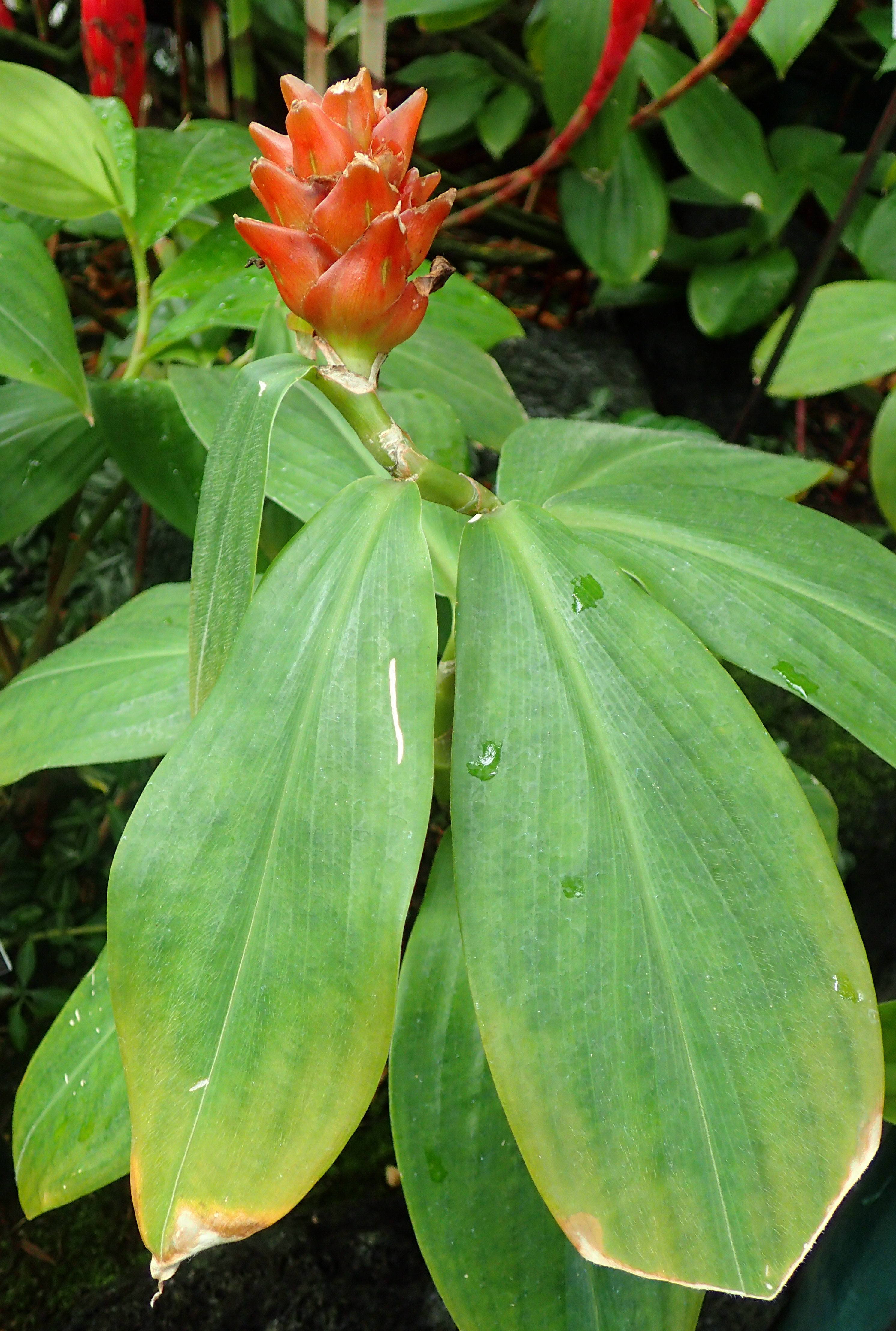
Spiralingwer (Costus curvibracteatus)

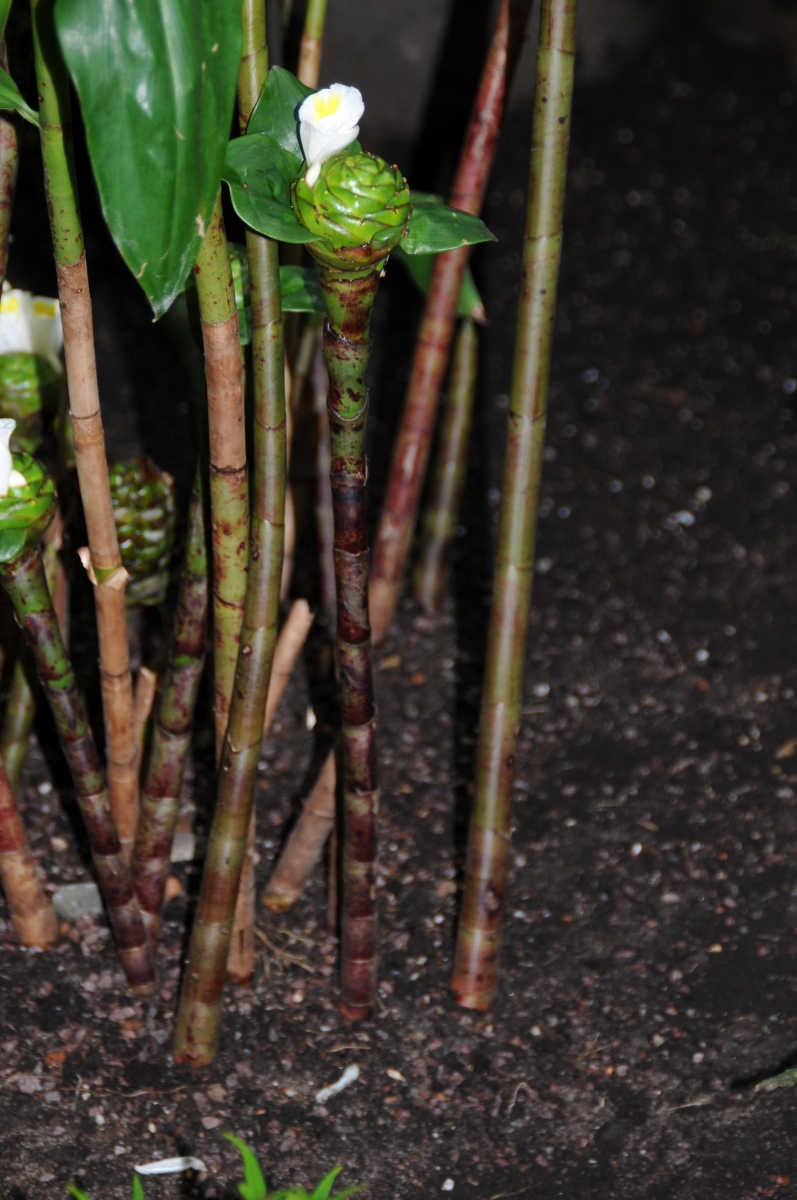
Costus dubius

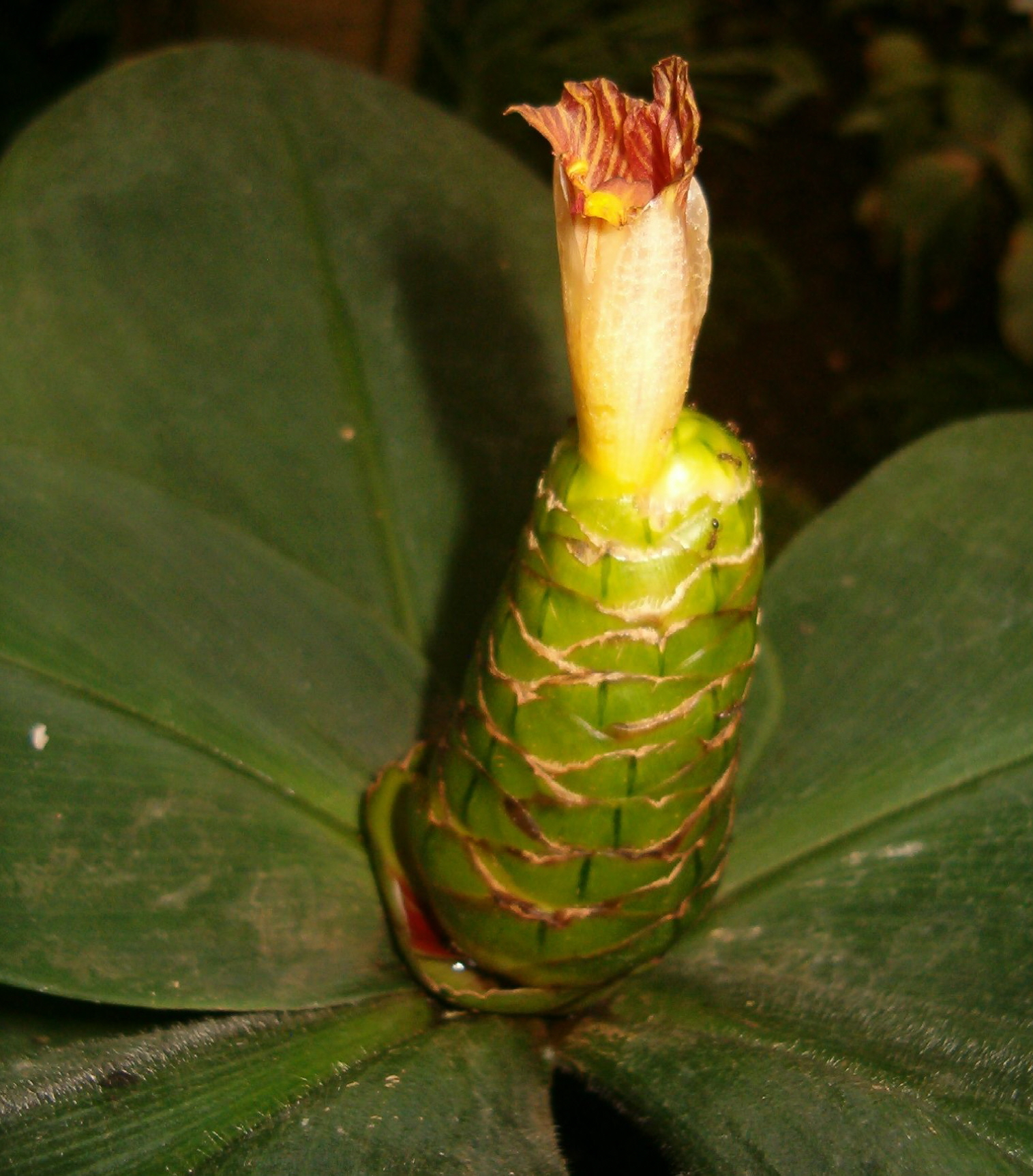
Blütenstand und Blüte von Costus malortieanus

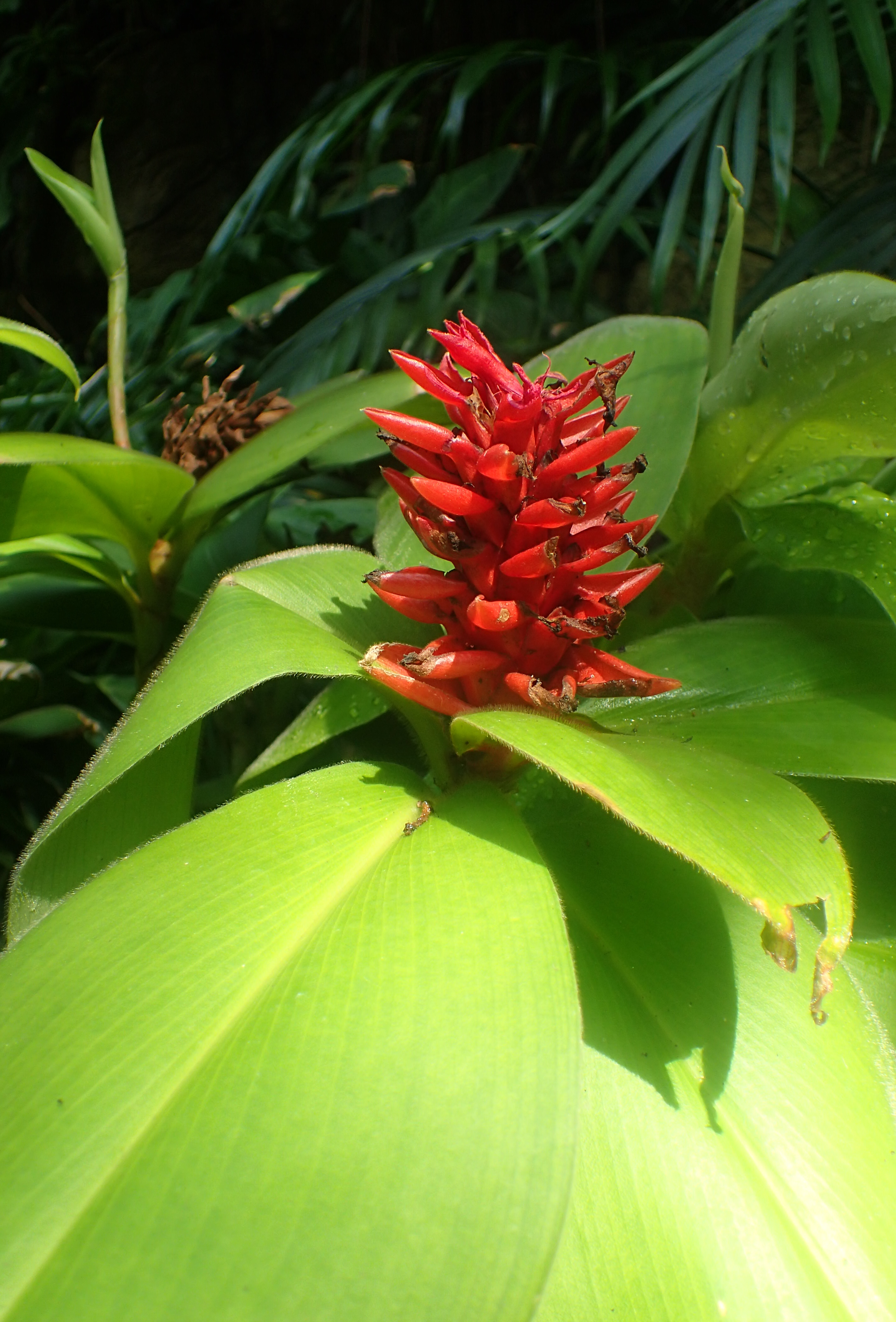
Costus osae

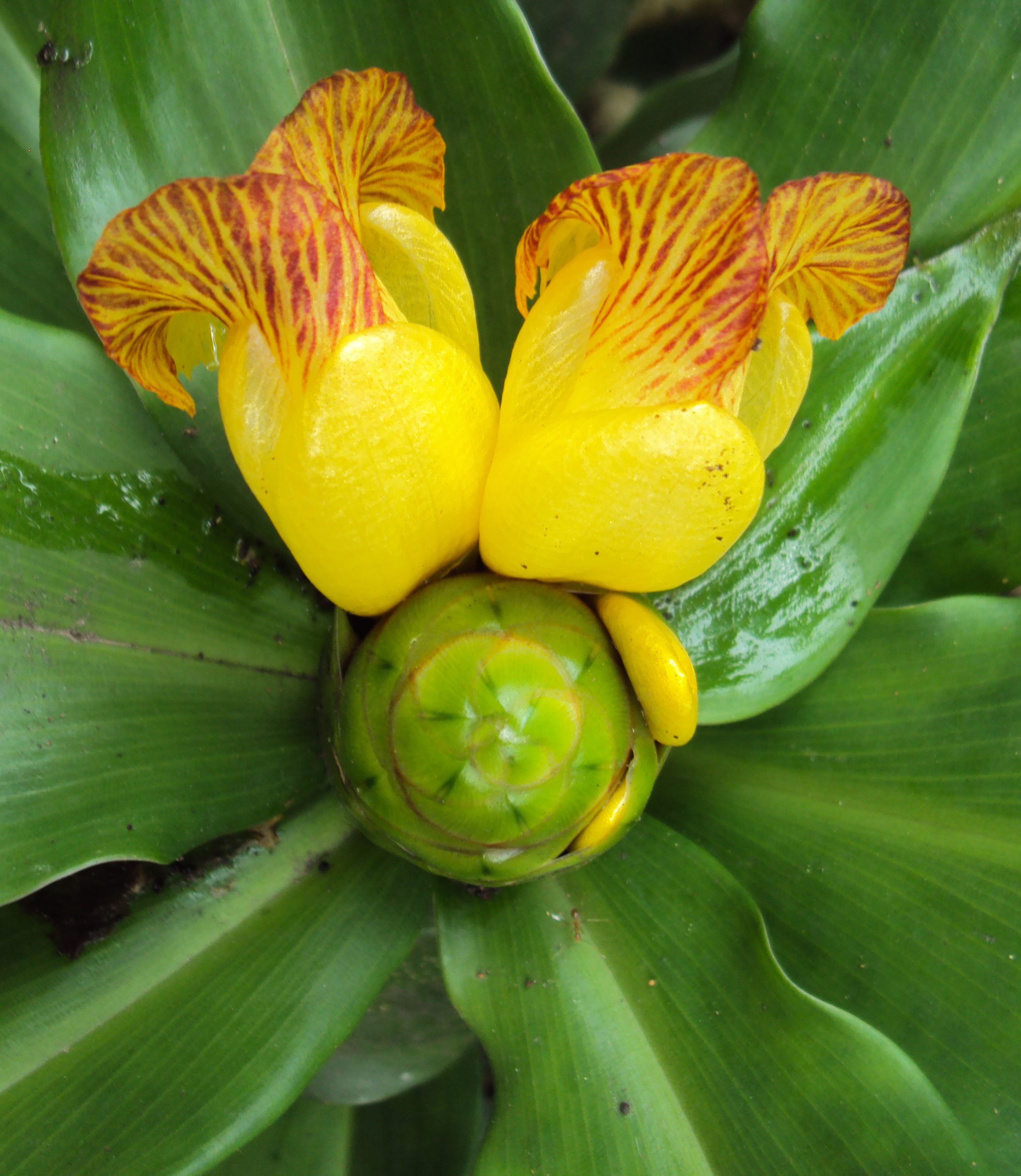
Costus pictus

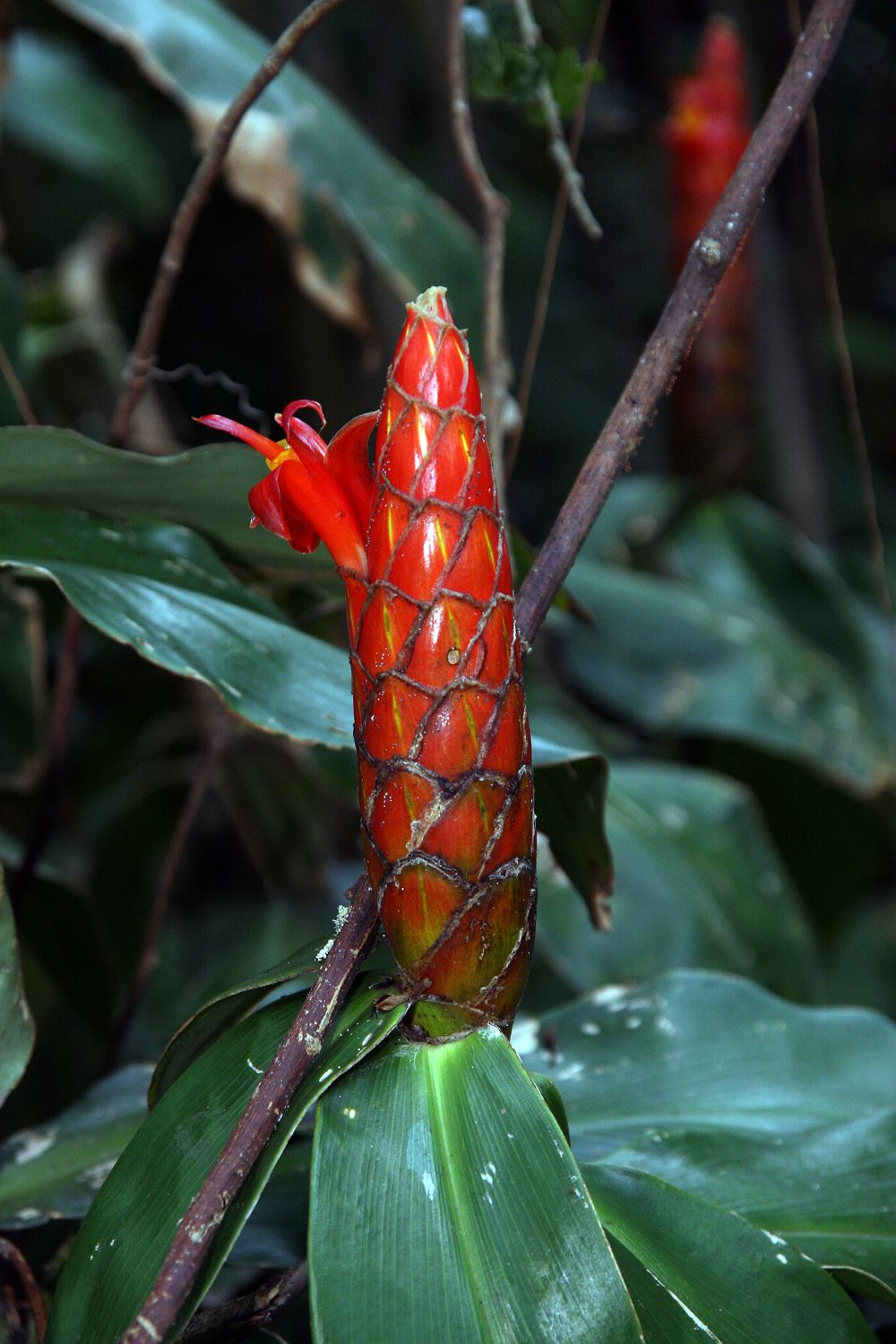
Costus pulverulentus

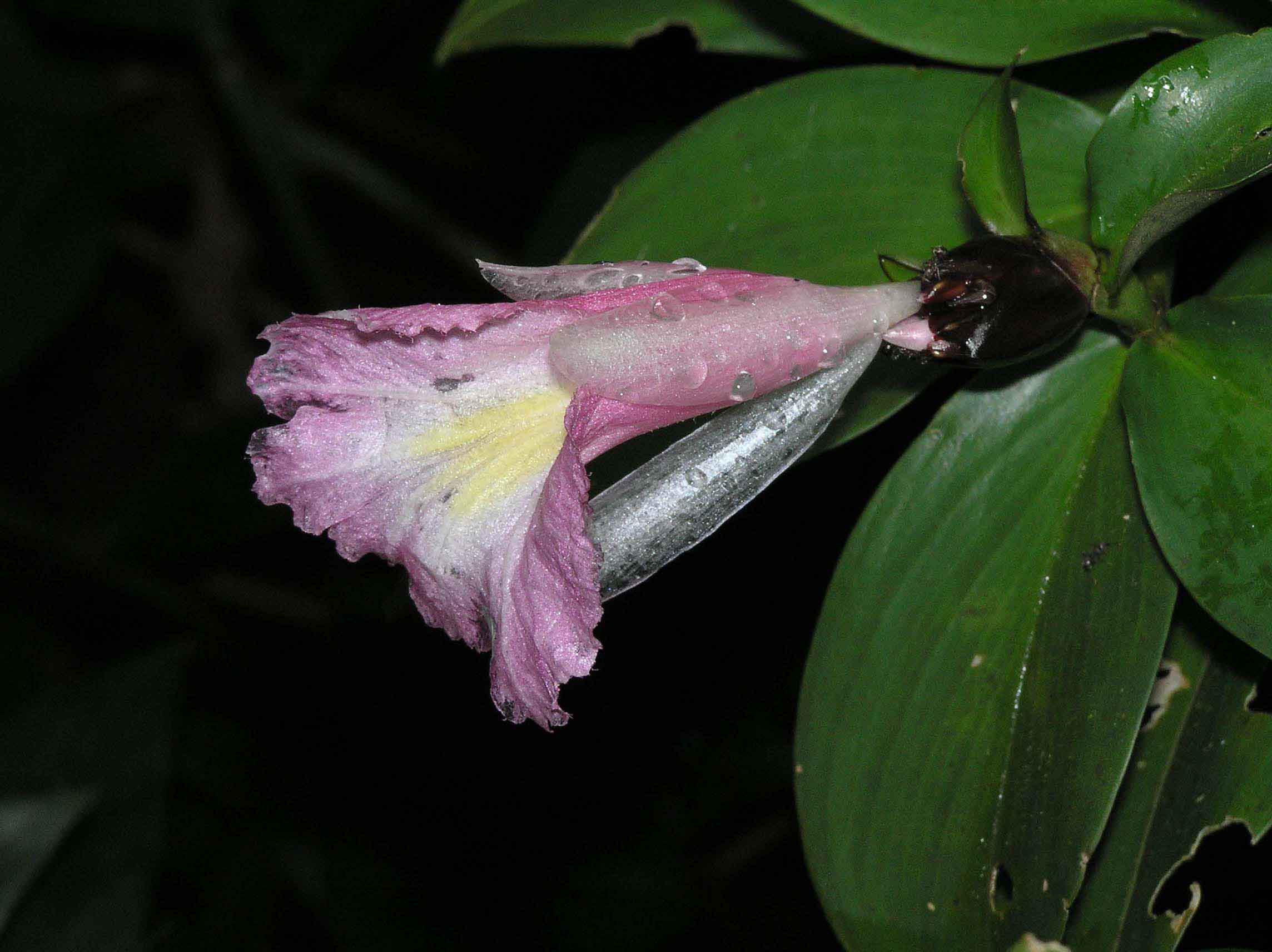
Costus tappenbeckianus

Die Gattung Costus wurde durch Carl von Linné aufgestellt. Synonyme für Costus L. sind: Banksea J.Koenig, Jacuanga T.Lestib., Cadalvena Fenzl. Das Zander Handwörterbuch der Pflanzennamen empfiehlt den deutschen Namen „Kostwurz“ für die Gattung, der sich jedoch bislang nicht bei allen deutschen Trivialnamen für die Arten durchgesetzt hat.
Zur Gattung Costus L. gehören etwa 100 Arten:
- Costus acanthocephalus K.Schum.: Sumatra.[3]
- Costus acreanus (Loes.) Maas: Kolumbien bis Bolivien und nördliches Brasilien.[3]
- Costus acutissimus Maas & H.Maas: Sie wurde 2016 aus Gabun erstbeschrieben.[3]
- Costus adolphi-friderici Loes.: Nordöstliche Demokratische Republik Kongo.[3]
- Costus afer Ker Gawl. (Syn.: Costus deistelii K.Schum., Costus megalobractea K.Schum., Costus sarmentosus Bojer, Costus subbiflorus K.Schum.): Tropisches Afrika.[3]
- Costus albiflos Maas & H.Maas: Sie wurde 2016 aus Kamerun und Gabun erstbeschrieben.[3]
- Costus allenii Maas: Mittelamerika bis Venezuela.[3]
- Costus amazonicus (Loes.) J.F.Macbr.: Mit zwei Unterarten in Kolumbien, Ecuador und Peru.[3]
- Costus arabicus L.: Von der Karibik bis ins tropische Südamerika.[3]
- Costus asplundii (Maas) Maas: Südliches Kolumbien bis Peru.[3]
- Costus asteranthus Maas & H.Maas: Peru.[3]
- Costus aureus Maas & H.Maas: Sie wurde 2016 von Liberia, der Elfenbeinküste und Ghana erstbeschrieben.[3]
- Costus barbatus Suess.: Costa Rica.[3]
- Costus beckii Maas & H.Maas: Peru und Bolivien.[3]
- Costus bicolor J.Braun & K.Schum.: Kamerun.[3]
- Costus bracteatus Rowlee: Nicaragua bis Panama.[3]
- Costus bullatus Meekiong, Muliati & Ipor: Sarawak.[3]
- Costus chartaceus Maas: Südöstliches Kolumbien und östliches Ecuador.[3]
- Costus chrysocephalus K.Schum.: Kleine Sundainseln.[3]
- Costus claviger Benoist: Guayana, Französisch-Guayana und Suriname.[3]
- Costus clemensiae Ridl.:Mindanao.[3]
- Costus comosus (Jacq.) Roscoe: Mit zwei Varietäten vom südlichen Mexiko bis Ecuador.[3]
- Costus cordatus Maas: Kolumbien.[3]
- Costus cupreifolius Maas: Kolumbien.[3]
- Spiralingwer (Costus curvibracteatus) Maas: Er kommt von Nicaragua bis Kolumbien vor.[3]
- Costus dendrophilus K.Schum.: Südwestliches Kamerun.[3]
- Costus dinklagei K.Schum.: Südöstliches Nigeria bis zum westlichen tropischen Zentralafrika.[3]
- Costus dirzoi García-Mend. & G.Ibarra: Mexiko.[3]
- Costus dubius (Afzel.) K.Schum. (Syn.: Costus maculatus Roscoe): Tropisches Afrika.[3]
- Costus eburneus Meekiong, Muliati & Tawan: Sarawak[3]
- Costus erythrocoryne K.Schum.: Kolumbien bis nördliches Peru.[3]
- Rotblättriger Spiralingwer oder Rotblättriger Zieringwer (Costus erythrophyllus Loes.): Er kommt in Kolumbien, Ecuador, Peru und im nördlichen Brasilien vor.[3]
- Costus erythrothyrsus Loes.: Südöstliches Kolumbien, Guayana, Französisch-Guayana, Suriname, Peru, westliches Bolivien und nördliches Brasilien.[3]
- Costus fenestralis Maas & H.Maas: Sie wurde 2016 aus dem Gebiet zwischen dem südlichen Gabun und Cabinda erstbeschrieben.[3]
- Costus fissicalyx N.R.Salinas, Clavijo & Betancur: Kolumbien.[3]
- Costus fortalezae K.Schum.: Brasilien.[3]
- Costus gabonensis Koechlin: Gabun bis Kongoregion.[3]
- Costus geothyrsus K.Schum.: Ecuador.[3]
- Costus giganteus Welw. ex Ridl.: Demokratische Republik São Tomé und Príncipe und Provinz Annobón von Äquatorialguinea.[3]
- Costus glaucus Maas: Nicaragua bis Kolumbien.[3]
- Costus gracillimus Maas & H.Maas: Sie wurde 2016 aus dem tropischen Westafrika erstbeschrieben.[3]
- Costus guanaiensis Rusby: Sie kommt in drei Varietäten vom südlichen Mexiko bis zum tropisches Mittel- und Südamerika mit Karibik vor.[3]
- Costus juruanus K.Schum.: Nördliches Brasilien.[3]
- Costus kupensis Maas & H.Maas: Sie wurde 2016 aus Kamerun erstbeschrieben.[3]
- Costus laevis Ruiz & Pav.: Mexiko bis Bolivien.[3]
- Costus lasius Loes.: Nicaragua bis nördliches Brasilien.[3]
- Costus lateriflorus Baker (Syn.: Costus letestui Pellegr.): Südöstliches Nigeria bis westliches tropisches Zentralafrika.[3]
- Costus ledermannii Loes.: Südwestliches Kamerun.[3]
- Costus leucanthus Maas: Kolumbien und Ecuador.[3]
- Costus ligularis Baker (Syn.: Costus araneosus Gagnep.): Kamerun und Gabun bis zur Kongoregion.[3]
- Costus lilaceus Maas & H.Maas: Sie wurde 2016 von Kamerun und Gabun bis zur Kongoregion erstbeschrieben.[3]
- Costus lima K.Schum.: Sie kommt in zwei Varietäten von Honduras bis Venezuela und Ecuador vor.[3]
- Costus loangensis H.Maas & Maas: Sie wurde 2012 aus Gabun erstbeschrieben.[3]
- Costus longibracteolatus Maas: Kolumbien, Ecuador, Peru, Guayana und nördliches Brasilien.[3]
- Costus louisii H.Maas & Maas: Sie wurde 2016 aus Gabun erstbeschrieben.[3]
- Costus lucanusianus J.Braun & K.Schum.: Tropisches Westafrika bis Äthiopien und nördliches Angola.[3]
- Costus maboumiensis Pellegr.: Gabun bis Kongoregion.[3]
- Costus macranthus K.Schum.: Uganda bis südliches tropisches Afrika.[3]
- Costus malortieanus H.Wendl.: Honduras bis Costa Rica.[3]
- Costus microcephalus K.Schum.: Borneo.[3]
- Costus montanus Maas: Costa Rica.[3]
- Costus mosaicus W.Bull: Demokratische Republik Kongo.[3]
- Costus muluensis Meekiong, Ipor & Tawan: Sarawak.[3]
- Costus mulus Meekiong, Ipor & Tawan: Sarawak.[3]
- Costus nimba H.Maas & Maas: Sie wurde 2016 aus dem Gebiet vom tropischen Westafrika bis Kamerun erstbeschrieben.[3]
- Costus nitidus Maas: Costa Rica und Panama.[3]
- Costus oblongus S.Q.Tong: Südöstliches Tibet bis westliches Yunnan.[3]
- Costus oligophyllus K.Schum.: Malaiische Halbinsel.[3]
- Costus osae Maas & H.Maas: Costa Rica und Kolumbien.[3]
- Costus phyllocephalus K.Schum. (Syn.: Costus dewevrei De Wild. & T.Durand, Costus fissiligulatus Gagnep., Costus foliaceus Lock & A.D.Poulsen, Costus nudicaulis Baker, Costus ubangiensis Gagnep., Costus violaceus Koechlin): Nigeria bis südwestliches Uganda und nördliches Sambia.[3]
- Costus pictus D.Don: Mexiko bis Costa Rica.[3]
- Costus plicatus Maas: Costa Rica und Panama.[3]
- Costus plowmanii Maas: Kolumbien.[3]
- Costus productus Gleason ex Maas: Kommt mit zwei Varietäten im südlichen Kolumbien und Peru vor.[3]
- Costus pulverulentus C.Presl: Mexiko bis Venezuela und Ecuador.[3]
- Costus quasi-appendiculatus Woodson ex Maas: Bolivien.[3]
- Costus ricus Maas & H.Maas: Costa Rica.[3]
- Costus rumphianus Valeton ex K.Heyne: Molukken.[3]
- Costus scaber Ruiz & Pav.: Mexiko bis Brasilien und zur Karibik.[3]
- Costus schlechteri H.J.P.Winkl.: Nigeria bis Kamerun.[3]
- Costus sepacuitensis Rowlee: Guatemala.[3]
- Costus spectabilis (Fenzl) K.Schum.: Tropisches Afrika.[3]
- Ährige Kostwurz (Costus spicatus (Jacq.) Sw., Syn.: Costus cylindricus Jacq., Alpinia spicata Jacq., Costus stenophyllus Standl. & L.O.Williams): Sie kommt in Mexiko und in der Karibik vor.[3]
- Spiralingwer oder Gedrehte Kostwurz (Costus spiralis (Jacq.) Roscoe): Er kommt in zwei Varietäten im tropischen Südamerika vor.[3]
- Costus sprucei Maas: Nördliches Brasilien.[3]
- Costus stenophyllus Standl. & L.O.Williams: Costa Rica.[3]
- Costus sulfureus K.Schum.: Sulawesi.[3]
- Costus talbotii Ridl.: Südöstliches Nigeria.[3]
- Costus tappenbeckianus J.Braun & K.Schum. (Syn.: Costus nemotrichus K.Schum., Costus phaeotrichus Loes.): Westliches tropisches Zentralafrika.[3]
- Costus tonkinensis Gagnep.: Südliches China bis nördliches Vietnam.[3]
- Costus ulei Loes.: Brasilien.[3]
- Costus vargasii Maas & H.Maas: Peru.[3]
- Costus varzearum Maas: Nördliches Brasilien.[3]
- Costus villosissimus Jacq.: Mexiko bis Venezuela und Karibik.[3]
- Costus vinosus Maas: Panama.[3]
- Costus viridis S.Q.Tong: Westliches Yunnan.[3]
- Costus wilsonii Maas: Costa Rica und Panama.[3]
- Costus woodsonii Maas: Nicaragua bis Kolumbien.[3]
- Costus zamoranus Steyerm.: Kolumbien, Ecuador und westliches Bolivien.[3]
- Costus zingiberoides J.F.Macbr.: Peru.[3]

## Beachte
Laut Otto Beßler war Costus (deutsch kost und Kostwurz genannt) im Mittelalter eine Sammelbezeichnung für verschiedene aromatische Drogen des indischen Arzneischatzes, in erster Linie von „Costus speciosus (Koenig) Smith“ (heute Hellenia speciosa, früher auch Cheilocostus specius genannt). Als weitere in Frage kommende Lieferanten für Costus-Sorten nennt er die Indische Kostuswurzel und Canella alba. Die Indische Kostuswurzel (Saussurea lappa; Synonyme: Saussurea costus, Aplotaxis lappa, Theodorea costus, Aucklandia lappa, Aucklandia costus), welche die Costuswurzel (auch Kostuswurzel und früher Kostwurz genannt) liefert, trägt nur einen ähnlichen Namen, gehört jedoch zur Gattung der Alpenscharten (Saussurea) in der Familie der Korbblütler (Asteraceae).